# Campo di concentramento di Zschorlau
Il campo di concentramento di Zschorlau (in tedesco KZ Zschorlau) fu uno tra i primi campi di concentramento nazisti in Germania attivo dal 21 aprile al 10 luglio del 1933 nella cittadina di Zschorlau, comune della Sassonia nel circondario dei Monti Metalliferi in Germania.

## Storia
Il 21 aprile del 1933 53 prigionieri, che erano reclusi nella caserma della polizia di Aue, furono condotti in una struttura in parte inutilizzata di una fabbrica a Zschorlau nei Monti Metalliferi. Questi ebbero il compito di costruire il campo di concentramento in cui poi loro stessi sarebbero rimasti imprigionati e predisporre gli spazi per altre persone. Già nel 1933, nel Reich furono istituiti numerosi campi di concentramento iniziali, pensati come una parte essenziale della persecuzione degli oppositori politici, in particolare dei socialdemocratici e dei comunisti, in contemporanea con la definitiva presa del potere da parte dei nazisti cominciata nel 1933. Fu la ditta August Wellner und Sons (AWS) di Zschorlau a mettere gratuitamente a disposizione dell'amministrazione distrettuale di Schwarzenberg un capannone industriale vuoto da utilizzare allo scopo, offrendo pure qualche arredo e diverso materiale da costruzione. In tal modo il costo per l'allestimento del campo di Zschorlau fu di soli 1.000 Reichsmark, tenendo conto anche che i lavori furono realizzati dai prigionieri. Con i primi reclusi arrivarono 18 guardie.
Il 29 aprile vennero trasferiti altri 23 prigionieri dalla prigione del tribunale distrettuale di Schwarzenberg. Il 1º maggio nel campo si trovavano circa 65 prigionieri. Il 4 maggio giunsero 33 prigionieri dal campo di concentramento di Zwickau, che era stato allestito nel castello di Osterstein. Il 5 maggio ne arrivarono 5 da Johanngeorgenstadt, il 12 maggio 8 da Schönheide e il 13 maggio 1933 6 prigionieri vi furono portati dalla città di Zschorlau. Il 20 maggio 1933 il campo venne ultimato e questo fu segnalato all'amministrazione distrettuale di Schwarzenberg. Il campo era affidato alla sorveglianza di membri delle SA, delle SS e della polizia. Per alcune di queste guardie il campo di concentramento di Zschorlau fu l'inizio della loro carriera sotto il nazionalsocialismo. Il capo squadra SS e comandante del campo fu Robert Weißmann che dopo lo scioglimento del campo entrò nella Gestapo a Dresda.
Oltre ai prigionieri spostati in gruppo talvolta vi arrivavano singoli individui. Il 17 giugno nel campo c'erano 133 prigionieri e nel corso dei quasi tre mesi di esistenza del campo il numero totale dei prigionieri fu di 207 anche se la capienza stimata era di almeno 500 persone. La maggior parte di loro erano comunisti mentre la minoranza era costituita da socialdemocratici, da non iscritti al partito, da alcuni ebrei e cechi. I prigionieri allestirono un'officina metalmeccanica nel campo, dove dovevano effettuare lavori di riparazione per le guardie. Nella falegnameria dovevano realizzare mobili e finestre per le esigenze private del comandante del campo e di altri nazisti. I prigionieri dovevano svolgere lavori forzati anche fuori dal campo, ad esempio effettuando pulizie attorno al ruscello del villaggio di Zschorlau. L'interrogatorio dei prigionieri sottoposti a custodia protettiva veniva condotto in precedenza nel posto di gendarmeria di Aue, dove era presente Robert Weißmann. Tra i lavori all'interno, poiché nessuna stanza dell'edificio era riscaldata, i prigionieri costruirono una stufa che installarono nella sala comune. Per motivi di sicurezza, la recinzione del campo venne rialzata con filo spinato. Gli internati erano sottoposti a maltrattamenti giustificati dalla necessità di rieducarli.
Dopo poco tempo dalla sua apertura si ritenette necessario risparmiare sui costi e si programmò la sua chiusura. Si pensò così di chiudere il campo di concentramento di Zschorlau il 30 giugno 1933, tuttavia la data fu posticipata di qualche giorno e fissata per il 10 luglio 1933. I prigionieri vennero trasferiti nei campi di Zwickau.

## Descrizione
Il campo di concentramento di Zschorlau si trovava nella cittadina di Zschorlau della Sassonia in Germania. Si trattava di un capannone industriale dismesso e riadattato dagli stessi prigionieri. Alcune parti, come il cosiddetto bunker (grande fossa per le ceneri di lavorazione in cemento nel cortile) non vennero modificate. Tutte le strutture del campo sono state demolite e rimane solo, sul sito, un monumento commemorativo.